# Hjältar mot sin vilja
Hjältar mot sin vilja är en svensk-dansk komedifilm från 1948 i regi av Rolf Husberg. 

## Om filmen
Filmen premiärvisades under titeln Calle og Palle 26 februari 1948 på biograf Palladium i Köpenhamn med svensk premiär 6 september på biograf Olympia i Stockholm. 
Filmen spelades in vid Palladiumateljéerna i Hellerup Danmark av Erik Ole Olsen. Som förlaga hade man en filmidé av A.V. Olsen. 

## Rollista i urval
- Harald Madsen - Palle
- Carl Reinholdz - Calle
- Berit Lilliecrona - Angela, cirkusryttarinna
- Allan Bohlin - Paul, opålitlig ung man
- Hjördis Petterson - Madame Sylvia
- Ib Schønberg - Bollini, cirkusdirektör
- Gösta Holmström - Erik, cirkusmusiker
- Eric Malmberg - Jönsson, hästhandlare
- Alex Suhr - Sauber, trollkonstnär
- Freddy Petersen - Karlsson
- Douglas Håge - Svensson
- Sigurd Tholander - Holm
- George Wernerdtz - stallmästare
- Jens Bitch-Christensen - Charlie
- Harald Neble - Pinelli
- Hugo Franzén - tågresenär

## Musik i urval
- Naar du ler er det Lykken (När du ler är det lyckan som ler), kompositör Kai Normann Andersen, dansk text Børge Müller, svensk text Esse Björkman